# Mats Egbring
Mats Egbring (Deventer, 17 settembre 2006) è un calciatore olandese, difensore del Vitesse.

## Carriera
Egbring ha iniziato a giocare a calcio nelle giovanili dell'SV Twello e del VV Activia prima di trasferirsi al Vitesse nel 2015. Il 23 giugno 2023 ha firmato il suo primo contratto professionistico valido fino al 30 giugno 2026.
Il 19 agosto 2023 ha esordito in prima squadra nell'incontro di Eredivisie perso 3-1 contro il PSV.

## Statistiche

### Presenze e reti nei club
Statistiche aggiornate al 14 gennaio 2024.
| Stagione        | Squadra         | Campionato      | Campionato | Campionato | Coppe nazionali | Coppe nazionali | Coppe nazionali | Coppe continentali | Coppe continentali | Coppe continentali | Altre coppe | Altre coppe | Altre coppe | Totale | Totale | Totale |
| Stagione        | Squadra         | Comp            | Pres       | Reti       | Comp            | Pres            | Reti            | Comp               | Pres               | Reti               | Comp        | Pres        | Reti        | Pres   | Reti   |        |
| --------------- | --------------- | --------------- | ---------- | ---------- | --------------- | --------------- | --------------- | ------------------ | ------------------ | ------------------ | ----------- | ----------- | ----------- | ------ | ------ | ------ |
| 2023-2024       | Vitesse         | ED              | 4          | 0          | CO              | 0               | 0               |                    | -                  | -                  |             | -           | -           | 4      | 0      |        |
| Totale carriera | Totale carriera | Totale carriera | 4          | 0          |                 | 0               | 0               |                    | -                  | -                  |             | -           | -           | 4      | 0      |        |